# Remix & Repent
Remix & Repent е EP, издадено от американската индъстриъл група Мерилин Менсън и включва два ремикса, два лайв записа от Dead To The World турнето и акустична версия на Man That You Fear.

## Песни
1. The Horrible People – 5:13
2. Tourniquet (Prosthetic Dance Mix) – 4:10
3. Dried Up, Tied and Dead to the World (Live in Utica, NY) – 4:25
4. Antichrist Superstar (Live in Hartford, CT) – 5:16
5. Man That You Fear (Acoustic Requiem for Antichrist Superstar) – 5:22